# Kembs
Kembs je občina v departmaju Haut-Rhin francoske regije Alzacija.
Leta 1990 je v občini živelo 3 016 oseb oz. 183 oseb/km².